# Baby's Day Out
Baby's Day Out (El peque se va de marcha en España y ¡Cuidado: bebé suelto! en Hispanoamérica) es una película cómica estadounidense de 1994, escrita por John Hughes, producida por él y Richard Vane. Está dirigida por Patrick Read Johnson.

## Argumento
Bin Cotwell Jr. (Adam Robert Worton y Jacob Joseph Worton) es un bebé perteneciente a una familia adinerada que vive en una gran mansión. Al ser hijo único, recibe la atención de todos, incluido su «nana», que por las noches le lee un cuento en el que un niño tiene aventuras por toda la ciudad.
Todo cambia cuando tres secuestradores: Eddie (Joe Mantegna), Norby (Joe Pantoliano) y Veeko (Brian Haley) deciden raptarle y pedir un rescate por él. Así, mientras la policía empieza la búsqueda, el lactante resulta ser más listo que sus captores y consigue escapar. Desesperados, los secuestradores empiezan a perseguirle por todo Chicago sin éxito, mientras que a su vez se inicia la búsqueda policial del niño y de los secuestradores. 
Más tarde, su nana descubre que el niño está recorriendo todas aquellas zonas de la ciudad que guardan relación con el libro infantil, lo que facilita a la policía encontrarlo.

## Reparto
- Adam Robert Worton y Jacob Joseph Worton como Bebé Bink.
- Joe Mantegna como Edgar "Eddie" Mauser.
- Lara Flynn Boyle como Lorraine Cotwell.
- Joe Pantoliano como Norbert "Norby" LeBlaw.
- Brian Haley como Victor "Veeko" Riley.
- Cynthia Nixon como Gilbertine.
- Matthew Glave como Bennington "Bink" Austin Cotwell, Sr.
- Fred Dalton Thompson † como Dale Grissom.
- John Neville como Mr. Andrews (Mayordomo de los Cotwell).
- Eddie Bracken † como Soldado veterano.

## Recepción
Baby's Day Out recibió críticas negativas en su mayoría, y tiene una calificación de 21% en el portal Rotten Tomatoes, con 3 reseñas positivas fuera de 14.
En el programa Siskel & Ebert, Roger Ebert escribió que "Baby's Day Out" contiene gags que podrían haber funcionado en una caricatura de Baby Herman, pero en imagen real, con personas reales, taxis, buses, calles y un bebé real, esos gags no son graciosos. Los gemelos Worton son adorables como el bebé Bink, sin embargo, la audiencia produjo un arrullo audible la primera vez que lo vieron en pantalla." Ebert le dio a la película una estrella y media.
No obstante obtuvo mejores críticas en Latinoamérica, Europa y Asia (esto en parte a ser una idea de tipo caricatura trasladada a acción real).

## Lanzamientos mundiales
| País                                                                          | Fecha de estreno                   |
| ----------------------------------------------------------------------------- | ---------------------------------- |
| Alemania                                                                      | Jueves 6 de octubre de 1994        |
| Argentina                                                                     | Jueves 12 de enero de 1995         |
| Australia                                                                     | Jueves 22 de diciembre de 1994     |
| Austria                                                                       | Viernes 7 de octubre de 1994       |
| Bélgica                                                                       | Miércoles 26 de octubre de 1994    |
| Belice · Costa Rica · El Salvador · Guatemala · Honduras · Nicaragua · Panamá | Viernes 22 de julio de 1994        |
| Bolivia                                                                       | Jueves 10 de noviembre de 1994     |
| Brasil                                                                        | Viernes 13 de enero de 1995        |
| Bulgaria                                                                      | Viernes 23 de diciembre de 1994    |
| Chile                                                                         | Miércoles 7 de diciembre de 1994   |
| Chipre                                                                        | Viernes 18 de noviembre de 1994    |
| Colombia                                                                      | Jueves 3 de noviembre de 1994      |
| Corea del Sur                                                                 | Sábado 6 de agosto de 1994         |
| Croacia                                                                       | Jueves 19 de enero de 1995         |
| Dinamarca                                                                     | Domingo 25 de diciembre de 1994    |
| Ecuador                                                                       | Miércoles 4 de enero de 1995       |
| Egipto                                                                        | Lunes 30 de enero de 1995          |
| Eslovenia                                                                     | Jueves 5 de enero de 1995          |
| España                                                                        | Viernes 19 de agosto de 1994       |
| Estados Unidos · Canadá                                                       | Viernes 1 de julio de 1994         |
| Estonia                                                                       | Viernes 28 de octubre de 1994      |
| Filipinas                                                                     | Miércoles 21 de septiembre de 1994 |
| Finlandia                                                                     | Viernes 20 de enero de 1995        |
| Francia                                                                       | Miércoles 26 de octubre de 1994    |

| País                         | Fecha de estreno                   |
| ---------------------------- | ---------------------------------- |
| Grecia                       | Viernes 18 de noviembre de 1994    |
| Hong Kong                    | Jueves 10 de noviembre de 1994     |
| Hungría                      | Jueves 15 de diciembre de 1994     |
| India                        | Viernes 28 de abril de 1995        |
| Indonesia                    | Martes 6 de diciembre de 1994      |
| Israel                       | Viernes 19 de agosto de 1994       |
| Italia                       | Viernes 14 de octubre de 1994      |
| Jamaica                      | Miércoles 14 de septiembre de 1994 |
| Japón                        | Sábado 4 de marzo de 1995          |
| Letonia                      | Viernes 16 de diciembre de 1994    |
| Líbano                       | Viernes 25 de noviembre de 1994    |
| Lituania                     | Viernes 7 de abril de 1995         |
| Malasia                      | Jueves 9 de marzo de 1995          |
| México                       | Viernes 11 de noviembre de 1994    |
| Noruega                      | Viernes 23 de septiembre de 1994   |
| Nueva Zelanda                | Viernes 2 de diciembre de 1994     |
| Países Bajos                 | Jueves 13 de octubre de 1994       |
| Perú                         | Viernes 30 de septiembre de 1994   |
| Polonia                      | Viernes 27 de enero de 1995        |
| Portugal                     | Viernes 2 de septiembre de 1994    |
| Puerto Rico                  | Jueves 25 de agosto de 1994        |
| Reino Unido Irlanda          | Viernes 12 de agosto de 1994       |
| República Checa · Eslovaquia | Jueves 27 de octubre de 1994       |
| Rumania                      | Viernes 30 de diciembre de 1994    |
| Singapur                     | Jueves 17 de noviembre de 1994     |
| Sudáfrica                    | Viernes 9 de diciembre de 1994     |
| Suecia                       | Viernes 21 de octubre de 1994      |
| Suiza                        | Viernes 7 de octubre de 1994       |
| Tailandia                    | Sábado 5 de noviembre de 1994      |
| Taiwán                       | Sábado 6 de agosto de 1994         |
| Turquía                      | Viernes 25 de noviembre de 1994    |
| Uruguay                      | Viernes 9 de diciembre de 1994     |
| Venezuela                    | Miércoles 9 de noviembre de 1994   |